# Cieszyn (Sośnie)
Cieszyn (deutsch Tscheschen) ist eine Ortschaft mit einem Schulzenamt der Landgemeinde Sośnie im Powiat Ostrowski der Woiwodschaft Großpolen in Polen.

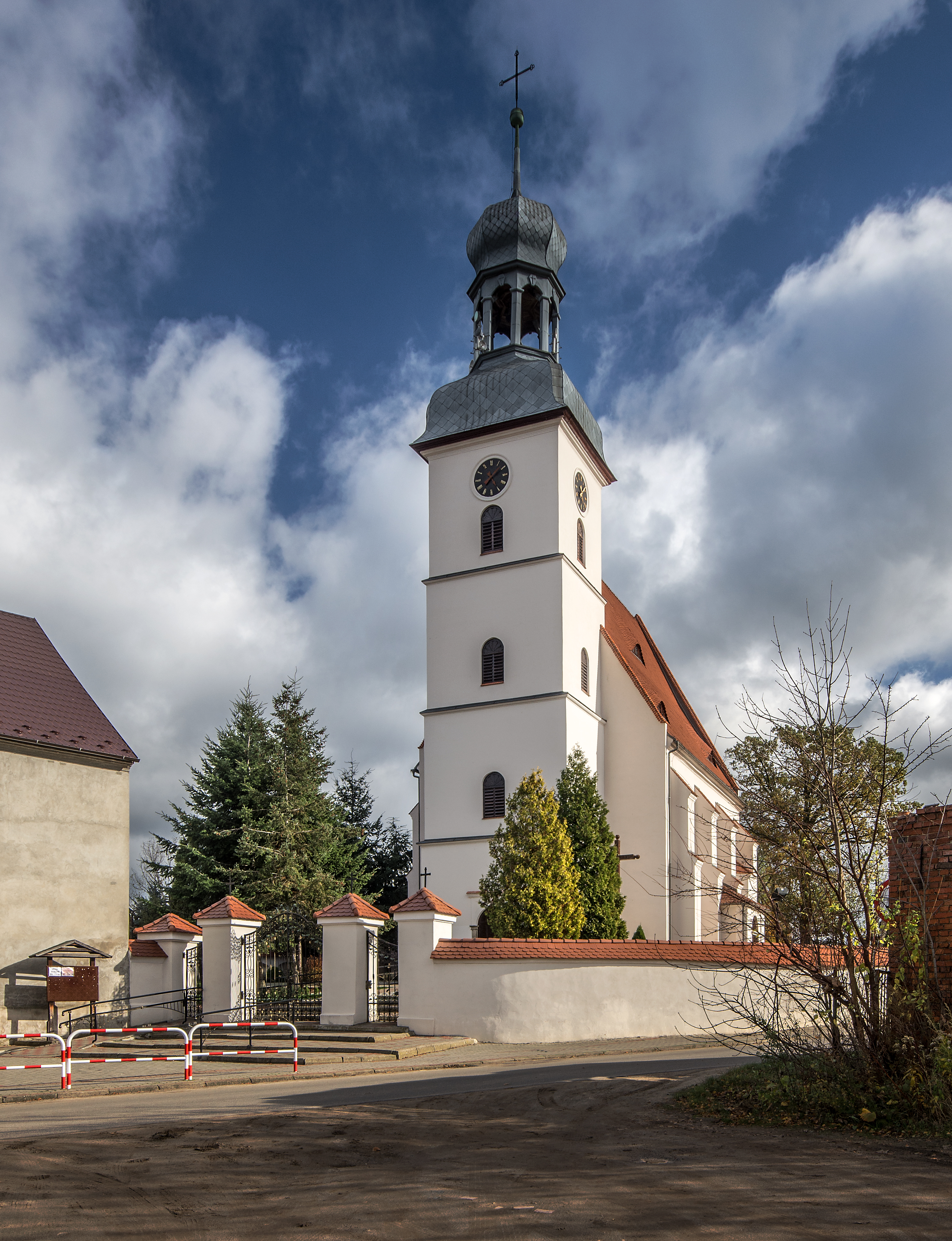
Ortskirche

## Geschichte
In einer Urkunde des Papstes Hadrian IV. im Jahr 1155 wurde ein Dorf namens villa Thessen erwähnt, und zwar in der Nähe von Gelenov, möglicherweise das benachbarte Klonów. Die erste sichere Erwähnung von Cieszyn bei Międzybórz als Ceschin stammt aus dem Jahr 1358. 1501 wurde das entvölkerte Dorf als Ceschin, villa deserta erwähnt. Später wurde der Name als Tscheschen (1829) eingedeutscht.
Ab dem Jahr 1622 bis 1939 gehörte das Dorf zum Breslauer Domkapitel. Vor dem Jahr 1697 wurde die römisch-katholische Kirche gebaut. Im Gegensatz zu vielen benachbarten wasserpolnischsprachigen Dörfern war Cieszyn überwiegend römisch-katholisch und nicht evangelisch.
Tscheschen gehörte von 1818 bis 1920 dem schlesischen Landkreis Groß Wartenberg an. Mit dem überwiegend polnischsprachigen Ostteil des Landkreises wurde Cieszyn zum 10. Januar 1920 infolge des Versailler Vertrags vom Deutschen Reich an das wiedergegründete Polen abgetreten. Seitdem ist Cieszyn mit der Woiwodschaft Posen, bzw. Großpolen verbunden, zunächst im Powiat Odolanowski, ab 1932 im Powiat Ostrowski. Cieszyn wurde zu einem Grenzort. Im Westen lag das mehrheitlich deutschsprachige Domaslawitz, das in Deutschland blieb.

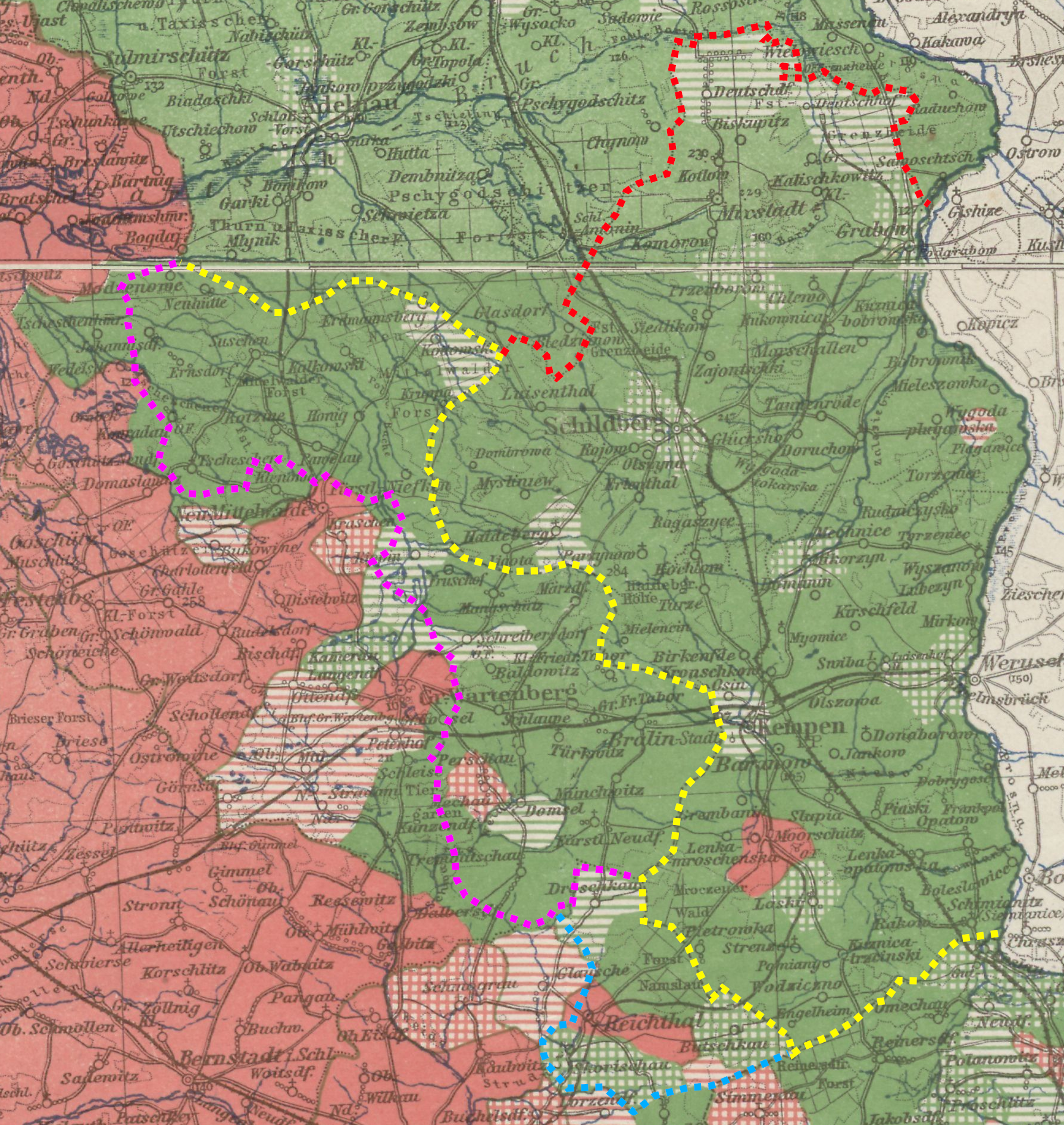
Sprachkarte aus dem Jahr 1910: Gelbe gestrichelte Linie: schlesisch-großpolnische Grenze, rosarote gestrichelte Linie: neue Grenze aus dem Jahr 1920

Im Jahr 1921 gab es in der Gemeinde Cieszyn im Powiat Odolanów 147 Häuser mit 796 Einwohnern, 723 hielten sich für deutscher und 73 für polnischer Nationalität, 766 waren römisch-katholisch, 30 evangelisch.
Beim Überfall auf Polen 1939 wurde das Gebiet von den Deutschen besetzt und dem Landkreis Ostrowo im Reichsgau Wartheland zugeordnet. Nach dem Krieg verließ die Mehrheit der Dorfbevölkerung den Ort.
Von 1975 bis 1998 gehörte Cieszyn zur Woiwodschaft Kalisz.

## Persönlichkeiten
- Richard Gebel (* 1922; † unbekannt), deutscher Politiker und Funktionär der DDR-Blockpartei National-Demokratische Partei Deutschlands (NDPD).